# Syndustricam
Le Syndustricam est une des premières organisations patronales camerounaises.  

## Histoire
L'organisation a son siège à Douala. Elle est créée en 1950.

## Buts et services offerts
Son but est de se mettre au service des entreprises, former et défendre  les intérêts des entreprises et les points de vue des entrepreneurs,.

## Affiliations et membres
- Socarto (Son directeur est président du Syndustricam)[5]